# Tir aux Jeux olympiques d'été de 2000
Navigation
Atlanta 1996 Athènes 2004
Dix-sept épreuves de tir sportif sont disputées durant les Jeux olympiques d'été de 2000.

## Tableau des médailles pour le tir
| Rang | Nation             | Or | Argent | Bronze | Total |
| ---- | ------------------ | -- | ------ | ------ | ----- |
| 1    | Chine              | 3  | 2      | 3      | 8     |
| 2    | Suède              | 2  | 0      | 0      | 2     |
| 2    | Bulgarie           | 2  | 0      | 0      | 2     |
| 4    | Russie             | 1  | 3      | 2      | 6     |
| 5    | Australie          | 1  | 1      | 1      | 3     |
| 6    | Royaume-Uni        | 1  | 1      | 0      | 2     |
| 6    | France             | 1  | 1      | 0      | 2     |
| 8    | États-Unis         | 1  | 0      | 2      | 3     |
| 9    | Ukraine            | 1  | 0      | 0      | 1     |
| 9    | Slovénie           | 1  | 0      | 0      | 1     |
| 9    | Pologne            | 1  | 0      | 0      | 1     |
| 9    | Lituanie           | 1  | 0      | 0      | 1     |
| 9    | Azerbaïdjan        | 1  | 0      | 0      | 1     |
| 14   | Biélorussie        | 0  | 1      | 3      | 4     |
| 15   | Italie             | 0  | 1      | 1      | 2     |
| 15   | République tchèque | 0  | 1      | 1      | 2     |
| 17   | RF Yougoslavie     | 0  | 1      | 0      | 1     |
| 17   | Suisse             | 0  | 1      | 0      | 1     |
| 17   | Moldavie           | 0  | 1      | 0      | 1     |
| 17   | Corée du Sud       | 0  | 1      | 0      | 1     |
| 17   | Finlande           | 0  | 1      | 0      | 1     |
| 17   | Danemark           | 0  | 1      | 0      | 1     |
| 23   | Roumanie           | 0  | 0      | 1      | 1     |
| 23   | Norvège            | 0  | 0      | 1      | 1     |
| 23   | Koweït             | 0  | 0      | 1      | 1     |
| 23   | Hongrie            | 0  | 0      | 1      | 1     |

## Carabine

### Carabine 10 mètres femmes
| Médaille           | Nom           | Pays         | Points              |
| ------------------ | ------------- | ------------ | ------------------- |
| Médaille d'or      | Nancy Johnson | États-Unis   | 497,7 (395 + 102,7) |
| Médaille d'argent  | Kang Cho-hyun | Corée du Sud | 497,5 (397 + 100,5) |
| Médaille de bronze | Gao Jing      | Chine        | 497,2 (394 + 103,2) |

- Finale

1. Nancy Johnson  États-Unis 497,7 (395 + 102,7)
2. Kang Cho-hyun  Corée du Sud 497,5 (397 + 100,5)
3. Gao Jing  Chine 497,2 (394 + 103,2)
4. Lyubov Galkina          Russie              496,7  (395 + 101,7)
5. Sonja Pfeilschifter     Allemagne              495,9  (395 + 100,9)
6. Jayme Dickman           États-Unis              495,4  (394 + 101,4)
7. Dae Young Choi       Corée du Sud              493,1  (395 + 98,1) shoot-off: 10,4
8. Anjali Vedpathak           Inde              493,1  (394 + 99,1) shoot-off: 9,8

### Carabine 10 mètres hommes
| Médaille           | Nom               | Pays   | Points              |
| ------------------ | ----------------- | ------ | ------------------- |
| Médaille d'or      | Cai Yalin         | Chine  | 696,4 (594 + 102,4) |
| Médaille d'argent  | Artem Khadjibekov | Russie | 695,1 (592 + 103,1) |
| Médaille de bronze | Yevgeni Aleinikov | Russie | 693,8 (592 + 101,8) |

- Finale

1. Cai Yalin  Chine 696,4  (594 + 102,4)
2. Artem Khadjibekov  Russie 695,1  (592 + 103,1)
3. Yevgeni Aleinikov  Russie 693,8   (592 + 101,8)
4. Anatoli Klimenko          Biélorussie              693,4  (593 + 100,4)
5. Jason Parker    États-Unis              693,1  (592 + 101,1)
6. Nedzad Fazlija   Bosnie-Herzégovine              692,7  (591 + 101,7)
7. Leif Steinar Rolland        Norvège              692,2  (592 + 100,2)
8. Artur Aivazian          Ukraine              692,0  (592 + 100,0)

### Carabine 50 mètres tir couché hommes
| Médaille           | Nom              | Pays        | Points              |
| ------------------ | ---------------- | ----------- | ------------------- |
| Médaille d'or      | Jonas Edman      | Suède       | 701,3 (599 + 102,3) |
| Médaille d'argent  | Torben Grimmel   | Danemark    | 700,4 (597 + 103,4) |
| Médaille de bronze | Siarhei Martynau | Biélorussie | 700,3 (598 + 102,3) |

- Finale

1. Jonas Edman  Suède 701,3  (599 + 102,3)
2. Torben Grimmel  Danemark 700,4  (597 + 103,4)
3. Siarhei Martynau  Biélorussie 700,3  (598 + 102,3)
4. Maik Eckhardt          Allemagne              699,8  (596 + 103,8)
5. Vaclav Becvar     République tchèque              699,7  (597 + 102,7)
6. Artem Khadjibekov   Russie              699,2 (597 + 102,2) shoot-off: 10,6
7. Igor Pirekeev        Turkménistan              699,2  (597 + 102,2) shoot-off: 10,2
8. Philippe Joualin           France              699,0  (596 + 103,0)

### Carabine 3x20 50 mètres femmes
| Médaille           | Nom                   | Pays    | Points             |
| ------------------ | --------------------- | ------- | ------------------ |
| Médaille d'or      | Renata Mauer-Rozanska | Pologne | 684,6 (585 + 99,6) |
| Médaille d'argent  | Tatiana Goldobina     | Russie  | 680,9 (585 + 95,9) |
| Médaille de bronze | Maria Feklistova      | Russie  | 679,9 (582 + 97,9) |

- Finale

1. Renata Mauer-Rozanska  Pologne 684,6 (585 + 99,6)
2. Tatiana Goldobina  Russie 680,9 (585 + 95,9)
3. Maria Feklistova  Russie 679,9 (582 + 97,9)
4. Sonja Pfeilschifter          Allemagne              678,5  (585 + 93,5)
5. Hong Shan     Chine              676,9  (580 + 96,9)
6. Anni Bissoe   Danemark              675,6  (584 + 91,6)
7. Olga Dovgun        Kazakhstan              674,2  (583 + 91,2)
8. Melissa Mulloy           États-Unis              673,7  (580 + 93,7)

### Carabine 3x40 50 mètres hommes
| Médaille           | Nom             | Pays     | Points               |
| ------------------ | --------------- | -------- | -------------------- |
| Médaille d'or      | Rajmond Debevec | Slovénie | 1275,1 (1177 + 98,1) |
| Médaille d'argent  | Juha Hirvi      | Finlande | 1270,5 (1171 + 99,5) |
| Médaille de bronze | Harald Stenvaag | Norvège  | 1268,6 (1175 + 93,6) |

- Finale

1. Rajmond Debevec  Slovénie 1275,1 (1177 + 98,1)
2. Juha Hirvi  Finlande 1270,5 (1171 + 99,5)
3. Harald Stenvaag  Norvège  1268,6 (1175 + 93,6)
4. Artem Khadjibekov          Russie              1268,2  (1173 + 95,2)
5. Artur Aivazian     Ukraine              1266,6  (1170 + 96,6)
6. Christian Bauer   Allemagne              1266,0  (1169 + 97,0)
7. Eugeni Aleinikov        Russie              1265,5  (1166 + 99,5)
8. Jozef Gonci           Slovaquie              1261,3  (1165 + 96,3)

## Pistolet

### Pistolet 10 mètres femmes
| Médaille           | Nom              | Pays        | Points             |
| ------------------ | ---------------- | ----------- | ------------------ |
| Médaille d'or      | Tao Luna         | Chine       | 488,2 (390 + 98,2) |
| Médaille d'argent  | Jasna Sekaric    | Yougoslavie | 486,5 (388 + 98,5) |
| Médaille de bronze | Annemarie Forder | Australie   | 484,0 (385 + 99,0) |

### Pistolet 10 mètres hommes
| Médaille           | Nom             | Pays        | Points             |
| ------------------ | --------------- | ----------- | ------------------ |
| Médaille d'or      | Franck Dumoulin | France      | 688,9 (590 + 98,9) |
| Médaille d'argent  | Wang Yifu       | Chine       | 686,9 (590 + 96,9) |
| Médaille de bronze | Ihar Basinski   | Biélorussie | 682,7 (583 + 99,7) |

### Pistolet 25 mètres femmes
| Médaille           | Nom                 | Pays        | Points              |
| ------------------ | ------------------- | ----------- | ------------------- |
| Médaille d'or      | Maria Grozdeva      | Bulgarie    | 690,3 (589 + 101,3) |
| Médaille d'argent  | Tao Luna            | Chine       | 689,8 (590 + 99,8)  |
| Médaille de bronze | Lalita Yauhleuskaya | Biélorussie | 686,0 (583 + 103,0) |

### Pistolet 25 mètres tir rapide hommes
| Médaille           | Nom               | Pays     | Points              |
| ------------------ | ----------------- | -------- | ------------------- |
| Médaille d'or      | Sergei Alifirenko | Russie   | 687,6 (587 + 100,6) |
| Médaille d'argent  | Michel Ansermet   | Suisse   | 686,1 (587 + 99,1)  |
| Médaille de bronze | Iulian Raicea     | Roumanie | 684,6 (587 + 97,6)  |

### Pistolet 50 mètres hommes
| Médaille           | Nom            | Pays               | Points             |
| ------------------ | -------------- | ------------------ | ------------------ |
| Médaille d'or      | Tanyu Kiryakov | Bulgarie           | 666,0 (570 + 96,0) |
| Médaille d'argent  | Ihar Basinski  | Biélorussie        | 663,3 (569 + 94,3) |
| Médaille de bronze | Martin Tenk    | République tchèque | 662,5 (566 + 96,5) |

## Cible mobile

### Cible mobile 10 mètres hommes
| Médaille           | Nom           | Pays     | Points              |
| ------------------ | ------------- | -------- | ------------------- |
| Médaille d'or      | Yang Ling     | Chine    | 681,1 (581 / 100,1) |
| Médaille d'argent  | Oleg Moldovan | Moldavie | 681,0 (580 / 101,0) |
| Médaille de bronze | Niu Zhiyuan   | Chine    | 677,4 (578 + 99,4)  |

## Tir aux plateaux d'argile (Ball Trap)

### Trap Femmes
| Médaille           | Nom                  | Pays     | Points       |
| ------------------ | -------------------- | -------- | ------------ |
| Médaille d'or      | Daina Gudzinevičiūtė | Lituanie | 93 (71 + 22) |
| Médaille d'argent  | Delphine Racinet     | France   | 92 (67 + 25) |
| Médaille de bronze | Gao E                | Chine    | 90 (68 + 22) |

### Trap Hommes
| Médaille           | Nom               | Pays        | Points         |
| ------------------ | ----------------- | ----------- | -------------- |
| Médaille d'or      | Michael Diamond   | Australie   | 147 (122 + 25) |
| Médaille d'argent  | Ian Peel          | Royaume-Uni | 142 (118 + 24) |
| Médaille de bronze | Giovanni Pellielo | Italie      | 140 (116 + 24) |

### Double-trap femmes
| Médaille           | Nom             | Pays       | Points              |
| ------------------ | --------------- | ---------- | ------------------- |
| Médaille d'or      | Pia Hansen      | Suède      | 148 (112 + 36) (OR) |
| Médaille d'argent  | Deborah Gelisio | Italie     | 144 (107 + 37)      |
| Médaille de bronze | Kimberly Rhode  | États-Unis | 139 (103 + 36)      |

### Double-trap hommes
| Médaille           | Nom               | Pays        | Points                     |
| ------------------ | ----------------- | ----------- | -------------------------- |
| Médaille d'or      | Richard Faulds    | Royaume-Uni | 187 (141 / 46 / Stechen 3) |
| Médaille d'argent  | Russell Mark      | Australie   | 187 (143 / 44 / Stechen 2) |
| Médaille de bronze | Fehaid al-Deehani | Koweït      | 186 (141 / 45)             |

### Skeet femmes
| Médaille           | Nom                     | Pays        | Points                   |
| ------------------ | ----------------------- | ----------- | ------------------------ |
| Médaille d'or      | Zemfira Meftakhetdinova | Azerbaïdjan | 98 (73 + 25)             |
| Médaille d'argent  | Svetlana Demina         | Russie      | 95 (70 + 25)             |
| Médaille de bronze | Diána Igaly             | Hongrie     | 93 (71 + 22) / Stechen 4 |

### Skeet hommes
| Médaille           | Nom               | Pays               | Points         |
| ------------------ | ----------------- | ------------------ | -------------- |
| Médaille d'or      | Mykola Milchev    | Ukraine            | 150 (125 + 25) |
| Médaille d'argent  | Petr Málek        | République tchèque | 148 (124 + 24) |
| Médaille de bronze | James Todd Graves | États-Unis         | 147 (123 + 24) |